# Corispermoideae
Corispermoideae, nevelika potporodica biljaka iz porodice štirovki.
Tipični i najrasprostranjeniji rod je stjeničnica (Corispermum) od kojih dvije vrste rastu i u Hrvatskoj, to su C. canescens i sjajna stjeničnica (C. nitidum), a raširen je po cijeloj Euroaziji i Sjevernoj Americi. Ostala dva roda ograničena su na Aziju

## Rodovi
1. Corispermum L. (67 spp.)
2. Agriophyllum M.Bieb. (6 spp.)
3. Anthochlamys Fenzl (5 spp.)